# منبوذون

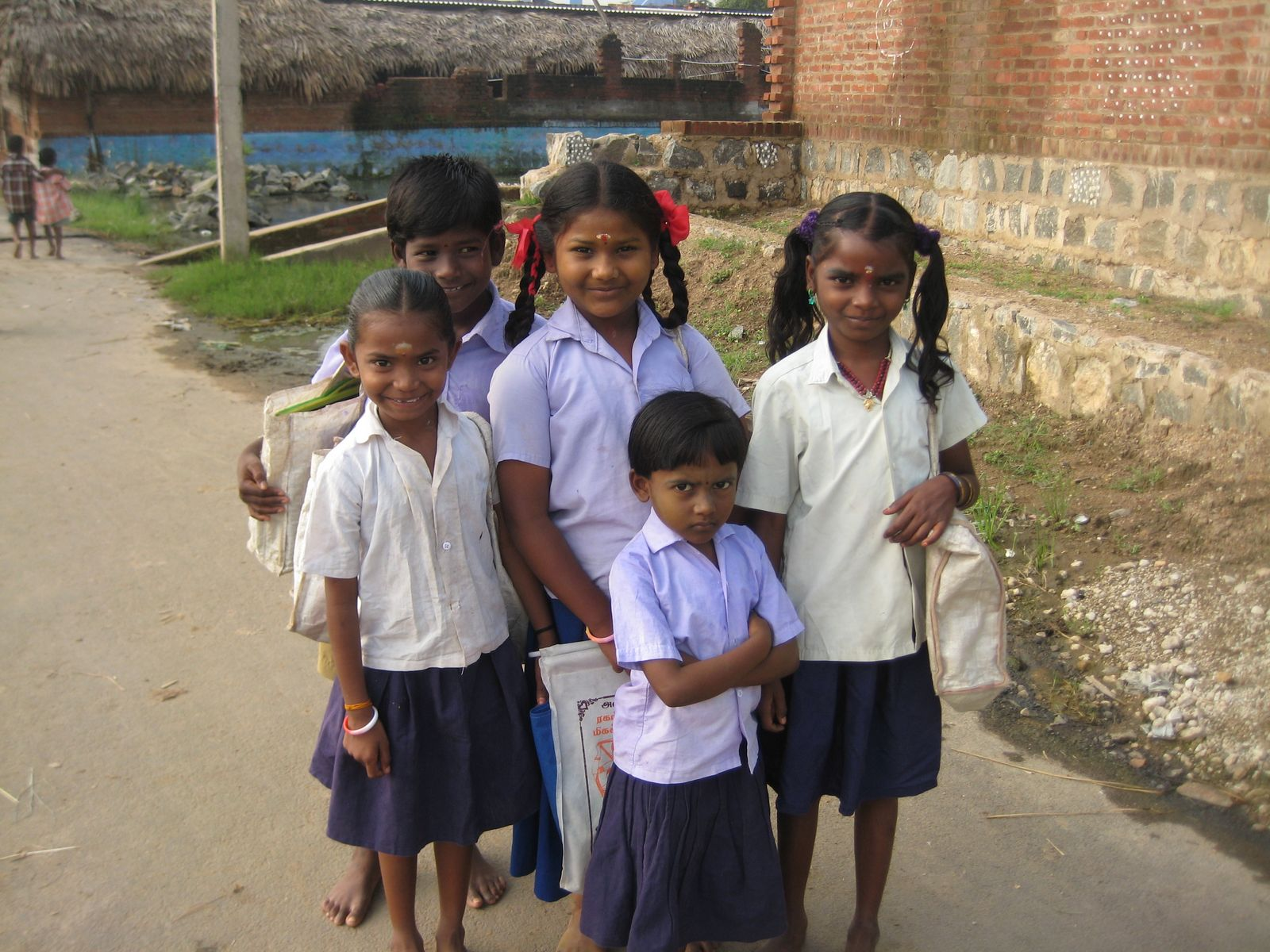
أطفال من طبقة المنبوذين

المنبوذون طبقة اجتماعية توجد في كيرلا وتاميل نادو في الهند وفي سريلانكا. عددهم 1,860,519 في الهند حسب إحصاء 2001.